# Еболи
Ѐболи (на италиански: Eboli; на неаполитански: Jevul', Йевулъ) е град и община в Южна Италия, провинция Салерно, регион Кампания. Разположен е на 145 m надморска височина. Населението на общината е 39 264 души (към 2013 г.).

## Култура
Градът е известен с филмирания роман „Христос се спря в Еболи“ от Карло Леви.